# Reattore nucleare RBMK
Gli RBMK (in russo Реактор Большой Мощности Канальный?, Reaktor Bol'šoj Moščnosti Kanal'nyj, che significa letteralmente "reattore di grande potenza a canali") sono una classe di reattori nucleari costruiti in Unione Sovietica.  Questa classe di reattori è tristemente nota, in quanto vi apparteneva il reattore numero 4 della centrale nucleare di Černobyl'.
Al 2023 sono ancora in esercizio 7 reattori di questa classe in Russia. Il reattore 1 della centrale di Leningrado (il primo RBMK a entrare in servizio), è stato disattivato il 21 dicembre 2018, quasi in concomitanza con la connessione alla rete del primo dei 4 VVER-1200 che andranno progressivamente a sostituire i 4 RBMK della centrale. L'ultimo RBMK della Centrale nucleare di Ignalina (in Lituania, al confine con Lettonia e Bielorussia) è stato invece già spento, il 31 dicembre 2009.

## Storia
I reattori RBMK furono il culmine del programma sovietico di sviluppo di un reattore di potenza raffreddato ad acqua.
Usavano acqua (leggera) per il raffreddamento, e grafite come moderatore di neutroni, in modo da utilizzare uranio naturale come combustibile. La tecnologia fu basata sui reattori militari per la produzione di plutonio moderati a grafite. Il primo di questi reattori, AM-1 (Atom Mirny, atomo pacifico) di Obninsk aveva prodotto 5 MWe (30 MW termici) dal 1954 al 1959. Malgrado il nome, era progettato per produrre anche plutonio per impieghi militari.
Si rendeva così possibile la costruzione di reattori di grande potenza che non richiedevano uranio arricchito e acqua pesante e quindi con costi di costruzione e gestione decisamente minori rispetto ad altre tipologie.

## Caratteristiche tecniche

Schema della centrale

Il nocciolo consiste in un cilindro di grafite al cui interno passano numerosi canali, entro alcuni dei quali sono posizionate le barre di combustibile in uranio arricchito raffreddate da acqua leggera, mentre in altri sono fatte alloggiare le barre di controllo, inserendo o estraendo le quali si modula la potenza termica prodotta.
L'acqua (leggera) assorbe i neutroni, e li rallenta. In un reattore ad acqua bollente occidentale, dove l'acqua di raffreddamento riesce anche a rallentare a sufficienza i neutroni, le regioni in cui è presente vapore rallentano meno i neutroni delle regioni in cui è presente acqua ancora liquida; nei reattori RBMK invece, l'acqua si trova in zone tali del reattore (i canali di raffreddamento) per cui non riesce a rallentare a sufficienza i neutroni, compito affidato invece alla grafite. Entrambi i reattori si basano sull'utilizzo di neutroni termici, cioè rallentati; se i neutroni rimangono veloci, cioè non vengono rallentati, la reazione si spegne.
Se l'acqua di raffreddamento evapora, succedono cose diverse nei reattori occidentali e nei reattori RBMK, per via della diversa funzione che ha nei due casi precedenti.
Nei reattori occidentali mancherà anche il moderatore, cioè il mezzo capace di rallentare i neutroni, quindi la reazione tenderà a spegnersi velocemente. Perciò, se manca l'acqua nel reattore, questo smetterà anche di generare calore.
Nei reattori RBMK invece, rimane la grafite a rallentare sufficientemente i neutroni che quindi possono continuare a produrre fissioni e quindi a generare calore nel materiale. Quindi se manca l'acqua nel reattore RBMK, questo continuerà comunque ad operare, senza però essere raffreddato, portando il reattore ad una condizione di forte criticità ed instabilità, arrivando alla fusione del nocciolo. Questo effetto di retroazione del refrigerante tecnicamente viene chiamato coefficiente di vuoto. I reattori RBMK vennero progettati con un coefficiente di vuoto negativo alle alte potenze. Tuttavia, il coefficiente di vuoto alle basse potenze è positivo, quindi possono verificarsi escursioni di reattività. Oltre a questa carenza di sicurezza già risolta nei reattori occidentali in cui l’assenza di acqua interrompe la reazione, al coefficiente di vuoto positivo, l’RBMK aveva un difetto di progettazione delle barre di controllo, fatte di boro ma la cui punta era in grafite. Inserendo quindi le barre di controllo in condizioni d’emergenza avrebbe, in un primo momento, incrementato la reazione anziché interromperla. Il reattore 4 di Chernobyl esplose proprio a causa di questo grave difetto, in concomitanza con le altre carenze di progettazione, molte delle quali volute sia per un risparmio di spesa, sia per garantire la produzione di plutonio per esigenze militari senza mai interrompere l’operatività del reattore (per questo progettato a canali). Queste caratteristiche degli RBMK diventarono di dominio pubblico nel 1986 con l'incidente di Černobyl'.

## Versioni o modelli derivanti

### RBMK1500
Versione potenziata ad un totale di 4800 MW termici con una produzione di 1500 MW elettrici, come l'RBMK-1000 anche l'RBMK-1500 erano costituiti da 1661 canali combustibile e 211 per le barre di controllo, erano state implementate alcune migliorie ai sistemi d'emergenza.
Gli unici RBMK-1500 mai entrati in servizio furono i reattori 1 e 2 della centrale di Ignalina (Lituania) la cui potenza, a seguito di alcuni inconvenienti, fu diminuita a 1185 MW.
Era prevista la costruzione di ulteriori quattro reattori; l'unità 3 (costruzione abbandonata all'80% del suo completamento) e quattro di Ignalina, e due unità a Kostroma.

### EGP-6
Una versione a scala ridotta del modello maggiore.

## Struttura di contenimento
I progetti dei reattori RBMK includevano vari tipi di sistemi di contenimento necessari per le normali operazioni. Il contenimento principale era costituito da un guscio metallico a tenuta stagna riempito di gas inerte (azoto) allo scopo di impedire alla grafite (la cui temperatura di ignizione è di circa 700 °C) di entrare in contatto con l'ossigeno atmosferico. La grafite formava una serie di schermature che assorbivano le radiazioni provenienti dal nocciolo. Il contenitore esterno era composto da calcestruzzo. Molti dei macchinari interni al reattore erano previsti per essere sospesi alla copertura, incluse le condutture dell'acqua di raffreddamento.
Inizialmente il progetto dei RBMK, prese in considerazione solamente la prevenzione e il contenimento di incidenti di modesta entità. Dopo l'incidente della centrale nucleare di Three Mile Island venne aggiunta ai RBMK una struttura, solo parziale, per gestire gravi incidenti. Tutti i locali che ospitano condutture di grande diametro al di sotto del reattore sono collegate a una struttura colma di acqua.
In caso di rottura di queste condutture il vapore viene così convogliato nelle piscine di soppressione.
La scelta di permettere che i reattori RBMK prevedessero il ricambio continuo nel nocciolo sia delle barre di combustibile che del materiale per la produzione di plutonio a scopi militari, senza dover spegnere il reattore, richiese l'inserimento di una grande gru all'interno del contenitore del reattore. Tutto ciò ebbe come risultato che i reattori risultarono molto alti (oltre 70 metri) rendendo difficoltosa la realizzazione di un contenimento.

## Miglioramenti conseguenti all'incidente di Černobyl'
Dopo l'incidente di Černobyl' tutti i reattori RBMK rimanenti hanno lavorato con un numero ridotto di elementi di combustibile, ma soprattutto contenenti uranio maggiormente arricchito, permettendo quindi un'operatività più sicura. I sistemi di controllo sono stati ugualmente migliorati, in particolare eliminando i terminali di grafite dalle barre di controllo in modo da eliminare l'immediato aumento di potenza che si verificava al momento dell'inizio dell'inserimento. Questa particolarità è una delle cause dell'incidente di Černobyl', quando le barre vennero inserite all'interno del nocciolo subito dopo aver premuto il tasto di scram per l'arresto di emergenza (tasto AZ5) la potenza e la temperatura aumentarono notevolmente fino all'esplosione dell'intero impianto seguito dall'esplosione e fusione del nocciolo.

## Il reattore MKER
Un'evoluzione della filiera è il MKER (in russo: МКЭР, Многопетлевой Канальный Энергетический Реактор, Mnogopetlevoj Kanalnyj Ėnergetičeskij Reaktor che significa Reattore di potenza a tubi in pressione a più loop), che ha aumentato i sistemi di sicurezza e contenimento.
Il prototipo della filiera è il reattore 5 della centrale di Kursk. La cui costruzione, nella versione MKER1000, si è poi interrotta nel 2012. Ulteriori evoluzioni erano prospettate nel MKER800 e nel MKER1500 che erano pianificate per la centrale di Leningrado.

## L'RBMK nel mondo
| Reattori operativi |                    |          |                    |                         |                        |                             |
| Centrale | Potenza netta (MW) | Modello  | Inizio costruzione | Allacciamento alla rete | Produzione commerciale | Dismissione (Prevista)      |
| Bilibino (Russia) (Reattore 2) | 11                 | EGP-6    | 1º gennaio 1970    | 30 dicembre 1974        | 1º febbraio 1975       | 31/12/2025                  |
| Bilibino (Russia) (Reattore 3) | 11                 | EGP-6    | 1º gennaio 1970    | 22 dicembre 1975        | 1º febbraio 1976       | 2025                        |
| Bilibino (Russia) (Reattore 4) | 11                 | EGP-6    | 1º gennaio 1970    | 27 dicembre 1976        | 1º gennaio 1977        | 2026                        |
| Kursk (Russia) (Reattore 3) | 925                | RBMK1000 | 1º aprile 1978     | 17 ottobre 1983         | 30 marzo 1984          | 2033                        |
| Kursk (Russia) (Reattore 4) | 925                | RBMK1000 | 1º maggio 1981     | 2 dicembre 1985         | 5 febbraio 1986        | 2035                        |
| Leningrado (Russia) (Reattore 3) | 925                | RBMK1000 | 1º dicembre 1973   | 7 dicembre 1979         | 29 giugno 1980         | 2030                        |
| Leningrado (Russia) (Reattore 4) | 925                | RBMK1000 | 1º febbraio 1975   | 9 febbraio 1981         | 29 agosto 1981         | 2030                        |
| Smolensk (Russia) (Reattore 1) | 925                | RBMK1000 | 1º ottobre 1975    | 9 dicembre 1982         | 30 settembre 1983      | 2032                        |
| Smolensk (Russia) (Reattore 2) | 925                | RBMK1000 | 1º giugno 1976     | 31 maggio 1985          | 2 luglio 1985          | 2035                        |
| Smolensk (Russia) (Reattore 3) | 925                | RBMK1000 | 1º maggio 1984     | 17 gennaio 1990         | 12 ottobre 1990        | 2040                        |
| Reattori dismessi |                    |          |                    |                         |                        |                             |
| Centrale | Potenza netta (MW) | Modello  | Inizio costruzione | Allacciamento alla rete | Produzione commerciale | Dismissione                 |
| Bilibino (Russia) (Reattore 1) | 11                 | EGP-6    | 1º gennaio 1970    | 12 gennaio 1974         | 1º aprile 1974         | 14 gennaio 2019             |
| Kursk (Russia) (Reattore 1) | 925                | RBMK1000 | 1º giugno 1972     | 19 dicembre 1976        | 12 ottobre 1977        | 19 Dicembre 2021            |
| Kursk (Russia) (Reattore 2) | 925                | RBMK1000 | 1º gennaio 1973    | 28 gennaio 1979         | 17 agosto 1979         | 31 gennaio 2024             |
| Leningrado (Russia) (Reattore 1) | 925                | RBMK1000 | 1º marzo 1970      | 21 dicembre 1973        | 1º novembre 1974       | 22 dicembre 2018            |
| Leningrado (Russia) (Reattore 2) | 925                | RBMK1000 | 1º giugno 1970     | 11 luglio 1975          | 11 febbraio 1976       | 10 novembre 2020            |
| Ignalina (Lituania) (Reattore 1) | 1185               | RBMK1500 | 1º maggio 1977     | 31 dicembre 1983        | 1º maggio 1984         | 31 dicembre 2004            |
| Ignalina (Lituania) (Reattore 2) | 1185               | RBMK1500 | 1º gennaio 1978    | 20 agosto 1987          | 20 agosto 1987         | 31 dicembre 2009            |
| Černobyl' (Ucraina) (Reattore 1) | 740                | RBMK1000 | 1º marzo 1970      | 26 settembre 1977       | 25 maggio 1978         | 30 novembre 1996            |
| Černobyl' (Ucraina) (Reattore 2) | 925                | RBMK1000 | 1º febbraio 1973   | 21 dicembre 1978        | 28 maggio 1979         | 11 ottobre 1991             |
| Černobyl' (Ucraina) (Reattore 3) | 925                | RBMK1000 | 1º marzo 1976      | 3 dicembre 1981         | 8 giugno 1982          | 15 dicembre 2000            |
| Černobyl' (Ucraina) (Reattore 4) | 925                | RBMK1000 | 1º aprile 1979     | 22 dicembre 1983        | 26 aprile 1984         | Distrutto il 26 aprile 1986 |
| Reattori cancellati |                    |          |                    |                         |                        |                             |
| Centrale | Potenza netta (MW) | Modello  | Inizio costruzione | Allacciamento alla rete | Produzione commerciale | Costruzione interrotta      |
| Ignalina (Lituania) (Reattore 3) | 1380               | RBMK1500 | 1º giugno 1985     |                         |                        | 30 agosto 1988              |
| Ignalina (Lituania) (Reattore 4) | 1380               | RBMK1500 | Mai iniziato       |                         |                        |                             |
| Kostroma (Russia) (Reattore 1) | 1380               | RBMK1500 | N.D.               |                         |                        |                             |
| Kostroma (Russia) (Reattore 2) | 1380               | RBMK1500 | N.D.               |                         |                        |                             |
| Kursk (Russia) (Reattore 5) | 925                | MKER1000 | 1º dicembre 1985   |                         |                        | 15 agosto 2012              |
| Kursk (Russia) (Reattore 6) | 925                | RBMK1000 | 1º agosto 1986     |                         |                        | 1º dicembre 1993            |
| Smolensk (Russia) (Reattore 4) | 925                | RBMK1000 | 1º ottobre 1984    |                         |                        | 1º dicembre 1993            |
| Černobyl' (Ucraina) (Reattore 5) | 925                | RBMK1000 | 1º gennaio 1981    |                         |                        | 1º gennaio 1988             |
| Černobyl' (Ucraina) (Reattore 6) | 925                | RBMK1000 | 1º gennaio 1983    |                         |                        | 1º gennaio 1988             |
| NOTE: - Le normative in vigore non prevedono la possibilità di sostituzione e/o aumento del parco reattori al termine del ciclo vitale degli impianti ancora in funzione. |                    |          |                    |                         |                        |                             |

## Arte e musica
Il primo brano della band Industrial Metal D.W.O.M.P. è intitolato RBMK, per ricordare la tragedia avvenuta a Černobyl' nel 1986.